# Herrenhof
Herrenhof é um município da Alemanha localizado no distrito de Gota, estado da Turíngia. 

## História
Até dezembro de 2019, pertencia ao Verwaltungsgemeinschaft de Apfelstädtaue.

## Demografia
Evolução da população (em 31 de dezembro):
| - 1994 – 853 - 1995 – 884 - 1996 – 877 - 1997 – 853 | - 1998 – 844 - 1999 – 848 - 2000 – 863 - 2001 – 852 | - 2002 – 838 - 2003 – 823 - 2004 – 819 - 2005 – 821 |

Fonte: Thüringer Landesamt für Statistik